# パンジシール攻勢 (アフガニスタン紛争)
パンジシール攻勢（パンジシールこうせい、ロシア語: Панджшерские операции（パンジシール作戦））は、1980年から1985年にかけてソ連軍とアフマド・シャー・マスードの指揮下でのアフガニスタンのムジャーヒディーンのグループが行った一連の戦闘を指す。これらの攻勢は1980年代のアフガニスタン紛争において、アフガニスタンの戦略的要衝パンジシール渓谷の制圧を目的としてソ連軍によって行われた。
パンジシールではアフガニスタン紛争で最も激しい戦いが繰り広げられた。9回の攻勢の間、ソ連軍の組織的な攻撃によって定期的にムジャーヒディーンは渓谷から追い出されたが、ソ連軍が渓谷を去ってまもなくすると戻ってきた。

## 戦略的目標
パンジシール渓谷はカブールの北70kmにあり、カーブルとアフガニスタン北部、さらに当時ソ連の一部であったウズベキスタンを結ぶ、ヒンドゥークシュ山脈のサラン峠の近くに位置する。1979年6月、アフマド・シャー・マスードが率いる反政府勢力が政府軍を全て追放し、渓谷はゲリラの拠点となった。パンジシールから、ムジャーヒディーンのグループはアフガニスタンに駐留する第40軍への物資を運ぶソ連の輸送隊を頻繁に待ち伏せしていた。サラン峠は危険地帯となり、ソ連軍のトラック運転手は峠越えに成功したことで勲章を授与されるほどだった。 兵站システムへの圧迫から、ソ連軍司令部は反政府勢力の排除に乗り出した。

## ソ連の戦略
ソ連のパンジシール渓谷への攻勢には、主に3つの戦術的特徴があった。（1）標的地域への大規模な空爆を含む航空資産の集中、続いて（2）敵軍の撤退を阻止するためにヘリコプター部隊を着陸させ、（敵の）想定外の方向から敵と交戦し、（3）ヘリコプター着陸部隊と連携した機械化部隊によるゲリラ支援地域への進攻であった。これらの戦術は、民間人に大きな被害をもたらした。ソ連は農作物と家畜を全て破壊し、パンジシール渓谷から民間人の大量移住を余儀なくさせることで、マスードから専従の戦闘員を維持するための資源を奪うことを考えていた。
この戦術は、マスードが組織を再建するために1983年1月に1年間の停戦条約に署名することを余儀なくさせるなど、一定の成功を収めた。しかし、これらの勝利は永続的なものではなかった。大規模な討伐攻勢の戦術に深刻な問題があり、それがこの戦争の特徴である膠着状態の一因となった。ムジャーヒディーン軍はアフガニスタン民主共和国（DRA）軍にいる仲間から攻勢が行われることを事前に知る事がしばしばあった。民間人やゲリラは爆撃地帯を避けて安全に移動できるだけでなく、ゲリラも待ち伏せや地雷の敷設、武器の隠し場所の移動などを計画することができた。装甲兵員輸送車やヘリコプターが到着すると、ゲリラはソ連軍と表立って対決するよりも、渓谷の脇に後退して小規模な待ち伏せを行うようになった。

## 時系列

### 第1～3次パンジシール攻勢

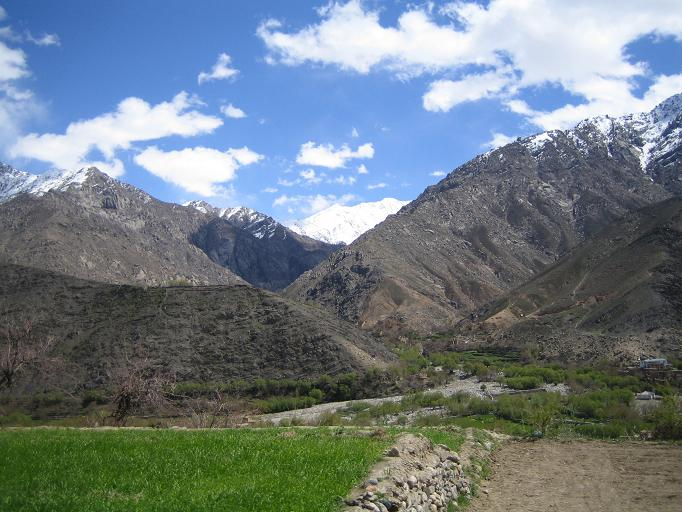
パンジシール渓谷

ソ連軍のパンジシールでの最初の作戦は、同軍がアフガニスタンに到着して4か月後の1980年4月に実施された。これにはソ連軍の3個大隊（うち1個大隊はレオニード・ハバロフ大尉が率いる第56独立親衛空襲旅団第4大隊）と、アフガン軍および治安部隊の1000人が参加した。作戦の総指揮官はペシェボイ将軍が担った。
ムジャーヒディーンは、ソ連の情報では1000人、アフガニスタンの情報では200人以下と言われている。彼らは時代遅れのライフル銃で武装しているだけで、防御施設は建設しておらず、唯一の道路に地雷を敷いていた。ソ連軍は渓谷を進み、戦闘の末にバザラクを占領し、パシシャ・マルダンのマスード司令部を制圧し、そこで様々な文書を発見した。ハバロフはこの戦闘で前腕に銃弾を受けて負傷した。反政府軍はソ連／アフガン部隊をわざと渓谷に入れ、撤退する際に待ち伏せをした。4日間の作戦で、ソ連軍は反政府軍に多大な損害を与えたと主張したが、ムジャーヒディーンの新聞「Call of Jihad」は、犠牲者は4人と発表した。
最初の作戦でロハの町の砦にアフガン軍の守備隊が設置されたが、すぐにムジャーヒディーンに包囲され、擾乱射撃で絶えず損失を被った。8月28日からはアフガン軍とソ連軍による「パンジシールI」と呼ばれる新たな攻勢が行われ、初めて空襲部隊によるヘリポート着陸が行われた。ムジャーヒディーンは、この攻勢にも正面から対抗せず、ソ連軍とアフガン軍が通過するたびに嫌がらせや待ち伏せ攻撃を行った。作戦は21日間に及んだ。ムジャーヒディーンは、自軍の25人が死亡したことを認め、敵に500人の死傷者を出し、ヘリコプターを数機撃墜したと主張した。
作戦にもかかわらず、鹵獲した大砲を使うなど反政府軍のロハへの圧力は止まらなかった。11月8日、ソ連軍の装甲車に護衛された政府軍のトラック隊が包囲された駐屯地に到着した。ソ連軍とアフガン軍の下車部隊は、町周辺の高台でムジャーヒディーンと交戦し、包囲を解こうとした。マスードの副司令官の一人が死亡し、周辺の村々はソ連軍の航空機による無差別爆撃で大きな被害を受けたが、包囲は続いた。
1980年最後の作戦は12月12日に始まった。激しい空爆が渓谷を襲い、100人の民間人と15人のムジャーヒディーンが死亡した。ロハの砦の人員は12月27日にようやく避難し、作戦はその2日後に終了し、渓谷の大部分は反政府軍の支配下に置かれたままとなった。

### 第4次パンジシール攻勢– 1981年9月6日
この時までに、マスードはソ連の攻撃に公然と抵抗できるだけの人数を集めていた。第4次攻勢では地雷による車両の損失を避けるために、ソ連は工兵部隊を本隊の前に送りこみ道を切り開いた。この戦術は犠牲が大きいことが判明し、攻勢部隊は渓谷に25kmしか進軍できず、100人の死傷者を出して退却した。

### 第5次パンジシール攻勢– 1982年5月16日

パンジシール渓谷に放棄されたソ連時代のT-62

1982年までにマスードは3000人の部隊を編成しており、近隣地域の他のムジャーヒディーンも彼を支援した可能性があった。渓谷への進入路は、支配的な高台と隘路付近に防衛拠点を設けることで強化された。くり抜かれた洞窟は補給所や避難所として利用された。
最初の大規模な攻勢は、ノラット・テル＝グリゴリアンツ将軍の指揮の下、ヘリコプター104機と航空機26機の支援を受けたアフガン兵とソ連兵1万2000人の部隊と装甲車320台、大砲155門によって行われた。ソ連軍は第108自動車化狙撃師団、第201自動車化狙撃師団、第103親衛空挺師団がそれぞれ1個連隊、第66独立自動車化狙撃旅団、第860独立自動車化狙撃連隊の一部、第191独立自動車化狙撃連隊、第345独立親衛空挺連隊が参加した。作戦計画は、少数の第40軍将校によって極秘裏に作成された。ムジャーヒディーンを欺くために、ゴーバンド渓谷への陽動攻撃が計画された。この作戦は、ムジャーヒディーンのシンパを含むアフガニスタン軍のスタッフに本命の攻撃として紹介され、そのスタッフがレジスタンスに作戦をリークした。
激しい空爆と砲撃が行われた後、5月16日の夜に主攻撃が始まった。偵察部隊が先行する自動車化狙撃大隊が渓谷入り口の支配的な地形を攻撃している間、空挺部隊はムジャーヒディーンの主要防衛戦の背後にヘリコプターで空輸された。全部で4200人の部隊が渓谷に空輸され、ムジャーヒディーンの補給線を断つためにパキスタン国境までの戦略的地点を占領した。一部地域では激戦となり、ルハの東に着陸したソ連空挺軍連隊は即座に包囲され、大きな損害を被った。窮地に陥った空挺部隊であったが、ルスラン・アウシェフ少佐が率いる自動車化狙撃大隊が到着し、立地の良い防衛拠点で構成されたムジャーヒディーンの防衛線を突破してルハを占領したことで、部隊の壊滅は避けられた。その功績により、アウシェフはソ連邦英雄の称号を授与された。
以前と同様の攻撃を予期していたマスードは渓谷の入り口近くに守備を配置していたため、ソ連軍がパンジシールに足場を築くのを防ぐことができなかった。ソ連軍はルハ、バザラック、アナバに3つの主要基地を設立した。ムジャーヒディーンの大部分は攻撃を生き延び、マスードは彼らを小さな機動部隊に分け、渓谷の全域でソビエトと戦った。
この攻撃でソ連軍はパンジシールの大部分の占領に成功し、カーブルにいるマスードのエージェント600人の名簿を入手するなど、マスードの組織に対して一定の成果を上げた。しかし、殆どの反政府勢力は捕虜になることを免れ、ソ連が望んでいた決定的な勝利とはならなかった。また、要塞化された基地は渓谷の底を支配しているだけで、周囲の高台はムジャーヒディーンによる支配が続いていた。このため、ソ連軍は6回目の攻勢を開始することにした。

### 第6次パンジシール攻勢– 1982年8月〜9月
第6次攻勢では、ムジャーヒディーンのアジトを発見し破壊するために、パンジシールの基地から出発した自動車化部隊と空挺スペツナズ部隊による一連の掃討作戦が行われた。特にソ連内から飛来したTu-16爆撃機によって反政府勢力の潜伏先と疑われる村々への激しい空爆も行われた。空挺部隊は索敵殲滅作戦を実行し、マスードの機動部隊を包囲し、その一部を破壊した。しかし、ムジャーヒディーンの消耗は概して少なく、攻撃の矢面に立たされて甚大な被害を受けたのは民間人であり、彼らの多くは渓谷から逃げていった。
激戦にもかかわらず、ソ連はムジャーヒディーンの殲滅に失敗し、戦闘はすぐに膠着状態に陥った。第5次と第6次攻勢でソ連軍は最大3000人の死傷者を出し、1000人のアフガン軍兵士がムジャーヒディーンに亡命した。
攻勢の最盛期が過ぎると、ソ連軍によって占領された多くの地域は、士気が低く、脱走率が高いアフガン軍部隊に引き渡された。アフガン軍はマスードの反撃の標的となり、一連の奇襲攻撃で、いくつかの政府軍の前哨基地が陥落した。最初はサリチャのアフガン軍の前哨基地で、地雷原を横断しなければならなかったにもかかわらず、ムジャーヒディーンが80人の捕虜と8台の戦車とともに占領した。その直後にビルジャマンの政府軍拠点も陥落し、ムジャーヒディーンはこのようにしていくつかの地域を奪還することができた。これらの作戦は、ソ連の守備隊と補給隊への継続的な嫌がらせとともに、ムジャーヒディーンが敗北にはほど遠いことを証明し、マスードとの停戦交渉の必要性をソ連に確信させるものであった。
1983年1月、ソ連とムジャーヒディーンの間で初めて停戦が締結され、6か月間続き、その後延長された。マスードがGRUのアナトリー・タカチェフ大佐と直接交渉した協定では、ソ連軍がアナバの小規模の守備隊を除いてパンジシールから撤退し、ムジャーヒディーンがその進入を管理することで合意した。停戦の対象地域にはパンジシール渓谷を含むが、戦闘が続いていたサラン峠は含まれていない。
マスードは停戦を利用して、グルブッディーン・ヘクマティアルが率いるヘズブイ・イスラミ党に忠誠を誓う敵対派閥によってそれまで支配されてきた地域（アンダラブ地区など）にまで影響力を拡大した。より平和的に、彼はコースト・フェレン方面と、タハール州南部の一部地域を掌握し、バグラーン州の他のゲリラグループと接触し、彼の軍事組織を承認するよう彼らを説得した。彼はまた、5つの支谷とパンジシールの防御を強化し、多層防御を可能にするように命じ、再攻勢を想定してタハール州のシラ・マンダラに本部を撤退させた。

### 第7次パンジシール攻勢– 1984年4月19日から9月
1984年2月、ユーリ・アンドロポフに代わってコンスタンティン・チェルネンコがソビエト連邦共産党書記長に就任した。アンドロポフが停戦を支持する一方で、ブレジネフの弟子であるチェルネンコは、ゲリラは軍事行動によって根絶されるべきであるというアフガン政府のバブラク・カールマル大統領と同じ考えを持っていた。その結果、新たな攻勢が計画された。これは、カルマルの言葉を借りれば、この攻勢は決定的で容赦のないものでなければならず、パンジシール渓谷の基地を破壊するためにそこに住むすべての人々を殺害する必要があった。これは、この地域におけるこれまでで最大の攻勢であった。
しかし、アンドロポフを支持する一部のソ連人はこの方針に反対し、マスードに攻撃の事前警告をした。マスードはこのルートとアフガン政府内の彼のエージェントのおかげでソ連の計画を正確に把握しており、それに対抗することができた。民間人の犠牲を避けるために、パンジシールの全住民3万人（戦前は人口10万人）を安全な地域に避難させた。ソ連の進軍を遅らせるために待ち伏せ部隊だけが残された。すべての道路、村、ヘリコプターの着陸地帯は地雷が大量に仕掛けられていた。これらの準備はすべて秘密裏に行われ、従来の防御が準備されているとソ連軍を欺くためにアナバのソ連基地付近で形だけの活動が維持された。
ソ連邦元帥のセルゲイ・ソコロフ率いるソ連兵1万1000人と2600人のアフガン兵は航空機200機とヘリコプター190機の支援を受けて攻撃に参加した。4月22日、Tu-16、Tu-22M、Su-24爆撃機によるパンジシールへの2日間の砲撃の後、同地域に急速に進攻した。いくつかの大隊規模の部隊がパンジシール渓谷に通じる主要な峠に配置され、同時にパンジシールに連なる支流の谷に大規模なヘリコプター部隊の着陸が行われた。ソ連はムジャーヒディーンの撤退経路を遮断し、高地を確保することで、ムジャーヒディーンを当時ソ連軍が進出していた地点よりも高地へと追いやり、ヘリコプター着陸部隊が身動きが取れなくなる事態を防ぐために戦力を分散させた。マスード軍の戦力に致命的な打撃を与えると、ソ連軍は以前のように渓谷から撤退するのではなく、本谷全体に砦や基地を設置し、支谷の支配を手放した。このような戦術は、反政府軍を根絶し、攻勢中に戦闘部隊を分断するのに効果的であったが、長期的な成功は限られたものであった。パンジシール渓谷沿いの砦や前哨基地は、期待したほど道路や輸送隊を守ることができず、これらの施設はムジャーヒディーンの繰り返し攻撃の格好の標的であることが証明された。渓谷の大部分は占領されたが、ソ連は地雷や待ち伏せで多くの兵士が死亡する大きな犠牲を払った。4月30日のハザラ渓谷で行われたある戦闘では、第682自動車化狙撃連隊第1大隊が大きな損害を受け、ソ連軍の死者は60人と推定された。
ソ連軍にとって作戦は一部成功し、1982年から1983年の休戦期間に作られたムジャーヒディーンのインフラの一部は破壊された。バブラク・カルマルは、しばらくの間安全地帯になっていたパンジシールへの宣伝訪問を終えた。しかし、マスードの軍隊のほとんどは猛攻撃から逃れており、未だに嫌がらせ戦術を行えることがすぐに明らかになった。最終的に、9月にソ連軍とアフガン軍は再びパンジシール渓谷から撤退し、占領軍はパンジシール下部にのみ残されることになった。
ユーサフとアドキンは1992年に、攻勢に参加したソ連軍の部隊は第180自動車化狙撃連隊、第66自動車化狙撃旅団と第191自動車化狙撃連隊の大隊、第103親衛空挺師団の連隊、第345独立親衛空挺連隊の大隊であり、アフガン軍の第8師団、第20師団、第37コマンドー旅団も参加したと報告している。「第180自動車化狙撃連隊」への言及は、カーブルに本拠を置く第108自動車化狙撃師団の第682自動車化狙撃連隊のことであると思われる。

### 第8次パンジシール攻勢– 1984年9月
第8次攻勢は第7次攻勢に続くもので、主に空挺部隊が投入された。

### 第9次パンジシール攻勢– 1985年6月16日
第9次攻撃は、ペシュグルのアフガン守備隊破壊の報復として行われ、マスードの機動部隊は126人の将校を含む500人を捕虜にし、アフガン軍の准将を殺害した。捕虜は山中に連れていかれ、ムジャーヒディーンは彼らがソ連軍の空爆によって殺されたと主張したが、他の者はその主張に懐疑的であった。
襲撃の数時間後にソ連軍は反撃を開始し、ペシュグルに新しい守備隊を設置して退却するムジャーヒディーンを追跡した。捕虜となったアフガン軍将校を護送していた一団は野外でソ連軍のヘリコプターに捕捉され、その後の戦いでほとんどの捕虜が殺され、双方が相手を非難する事態となった。

## 余波
1986年、ミハイル・ゴルバチョフはアフガニスタンからソ連軍を撤退させる意向を発表した。それ以来、ソ連軍は主にパンジシール方面での損失を回避することに主眼を置き、ソ連軍による挑発的な射撃は禁止され、ムジャーヒディーンはソ連軍基地への攻撃を控えるという暗黙の停戦を守っていた。ナジーブッラー政権がソビエトをさらなる戦闘に引き込むために挑発を命じたにもかかわらず、状況はおおむね平穏で、マスードは「戦略的攻撃」を実行し、バグラン州とタカール州の大部分を占領した。パンジシール下部にいた最後のソ連軍とアフガン軍は、1988年6月にようやく撤退した。